# Daspletosaurus
A Daspletosaurus (jelentése ijesztő/rémisztő gyík) a tyrannosaurida theropoda dinoszauruszok egyik neme, amely Észak-Amerika nyugati részén élt a késő kréta korban, 77–73 millió évvel ezelőtt. Az egyetlen ismert faj (a D. torosus) fosszíliáit a kanadai Alberta tartományban fedezték fel, azonban további lehetséges fajok példányaira bukkantak Alberta, Montana és Új-Mexikó területén, melyek még nem kerültek leírásra. E leíratlan leletekkel együtt a Daspletosaurus a legfajgazdagabb tyrannosaurida nemnek számít.
A Daspletosaurus közeli rokonságban áll a jóval nagyobb és későbbi Tyrannosaurusszal. A legtöbb ismert tyrannosauridához hasonlóan több tonnás, két lábon járó húsevő volt, melynek állcsontjaiban tucatnyi nagy és éles fog sorakozott. A tyrannosauridákra jellemzően a Daspletosaurusnak is kis mellső lábai voltak, ezek azonban – az arányokat tekintve – a többi nem mellső végtagjainál hosszabbra nőttek.
A Daspletosaurus csúcsragadozóként a tápláléklánc tetején állt, és valószínűleg a ceratopsidák közé tartozó Centrosaurushoz és a hadrosauridák közé tartozó Hypacrosaurushoz hasonló nagy méretű dinoszauruszokra vadászott. A Daspletosaurus egyes területeken más tyrannosauridákkal, például a Gorgosaurusszal osztozott, bár létezik bizonyíték arra, hogy más ökológiai fülkét töltöttek be. Bár a Daspletosaurus fosszíliái ritkábbak a többi tyrannosauridáénál, az elérhető példányok mégis lehetővé teszik a nem különböző biológiai szempontok szerinti vizsgálatát, melyek között szerepel a szociális viselkedés, a táplálkozás és az élettörténet is.

## Anatómia

A Daspletosaurus és az ember méretének összehasonlítása

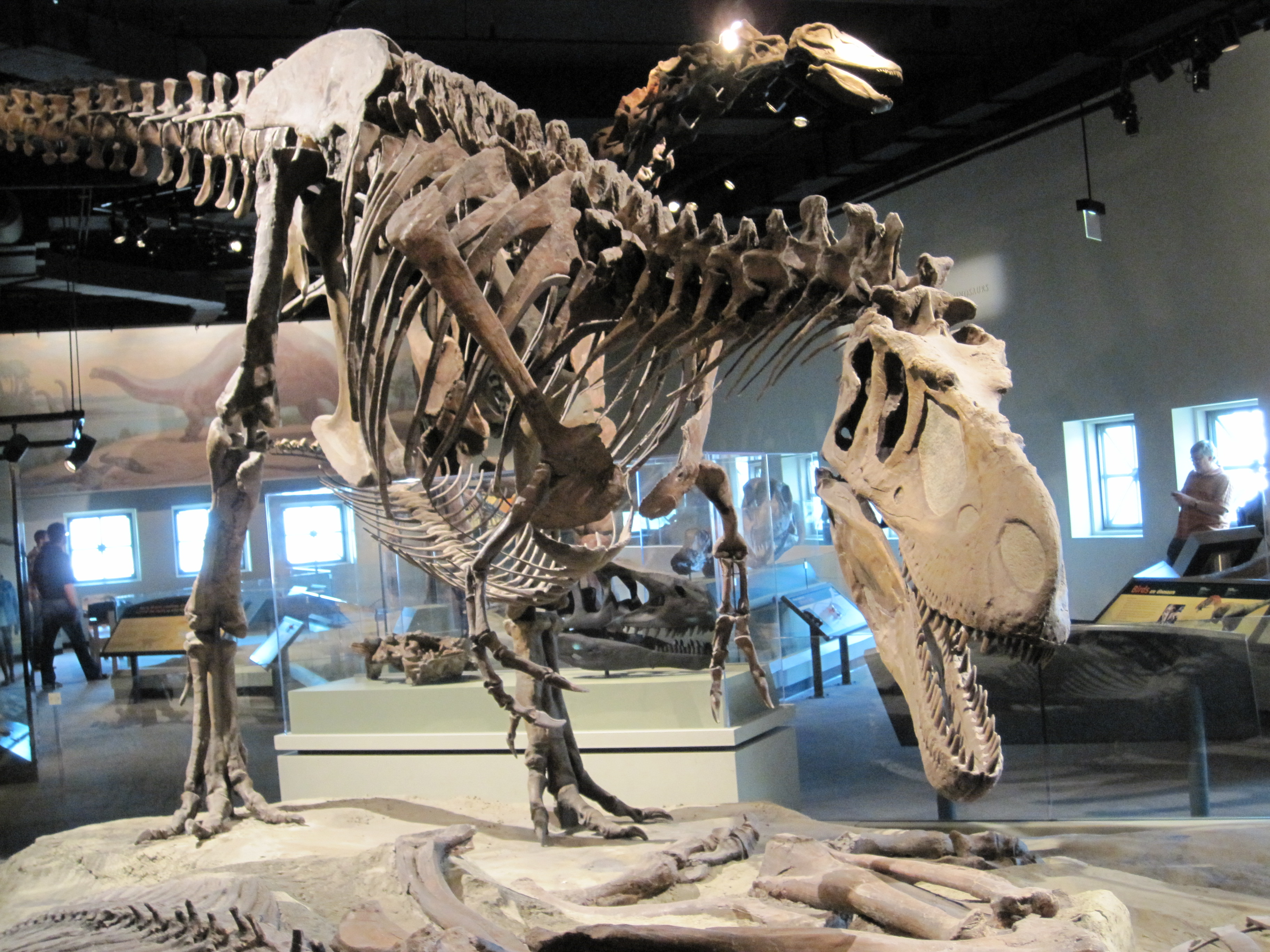
A Dinosaur Parkban talált Daspletosaurus példány csontváza a chicagói Field Múzeumban

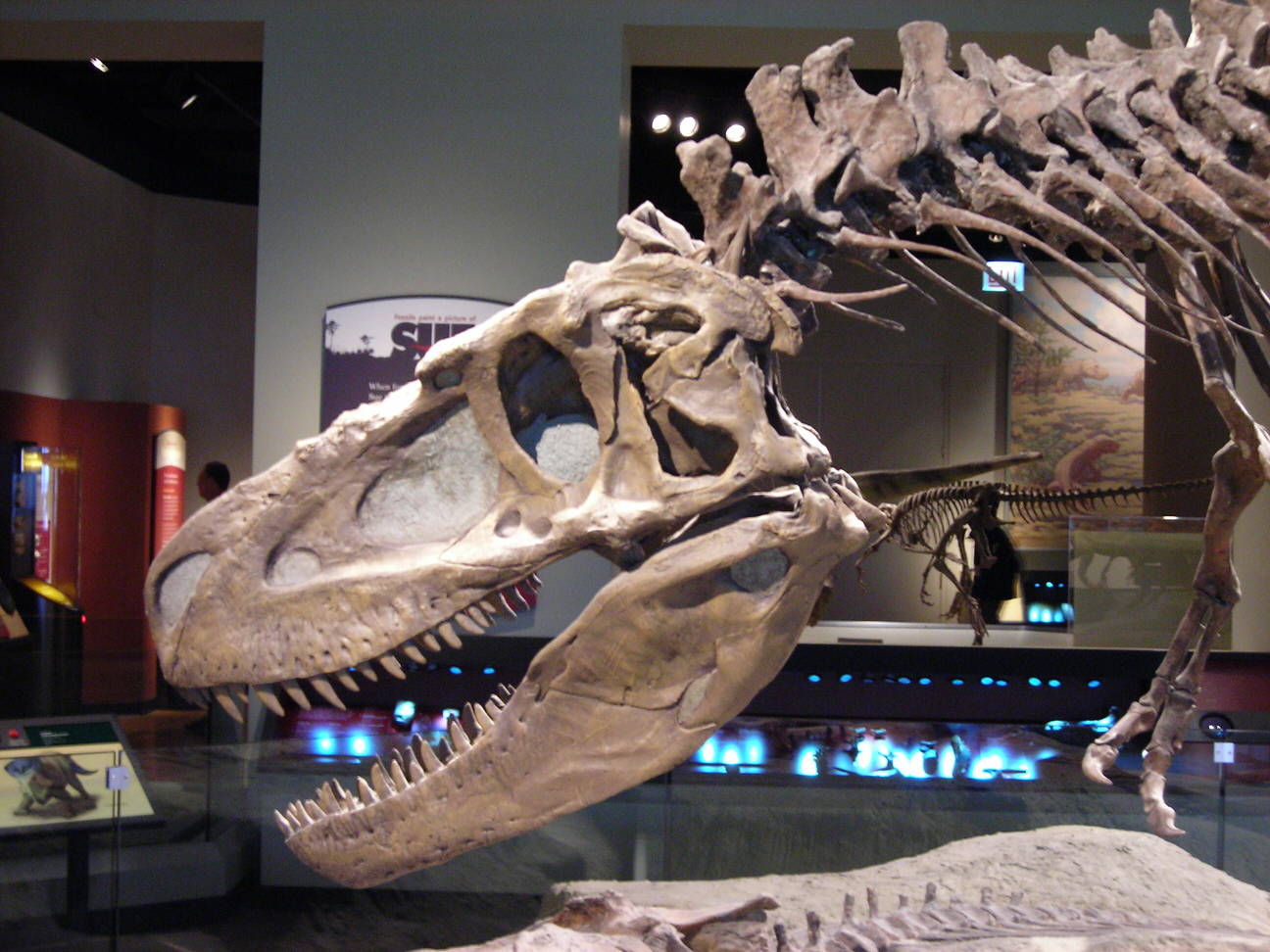
A Field Múzeumban kiállított Daspletosaurus koponyája

Bár a Daspletosaurus a mai ragadozókhoz mérten igen nagy méretű, nem a legnagyobb tyrannosaurida. Felnőtt példányai elérhették a 8–9 méteres hosszúságot, az orruktól a farkukig. A becslések szerint az átlagos tömege 2,5 tonna volt, a minimális tömege 1,8, a maximális pedig 3,8 tonna lehetett.
A Daspletosaurus súlyos koponyával rendelkezett, melynek hossza meghaladhatta az 1 métert. Nehéz csontokból épült fel, melyek közül egyesek, például az orrcsontok összeforrtak, hogy a szerkezete erősebbé váljon. A tömeget nagy méretű nyílások (fenestrae-k) csökkentették. Egy felnőtt Daspletosaurus körülbelül hattucatnyi, igen hosszú foggal volt felfegyverezve, melyek számos húsevőtől eltérően nem pengeszerűek, hanem többnyire ovális keresztmetszetűek voltak. A premaxillában levő fogak eltértek a többitől, a keresztmetszetük D alakú volt, ami példa a tyrannosauridákra jellemző alaki eltérésre (heterodontiára). Az egyedi koponyajellemzők között található a felső állcsont (maxilla) durva külső felülete és a szem körüli könnycsonton, valamint a posztorbitális és járomcsontokon elhelyezkedő, jól látható kiemelkedések. A magas és ovális alakú szemüreg nagyjából a Gorgosaurus kerek és a Tyrannosaurus kulcslyuk alakú szemürege közötti átmenetnek tekinthető.
A Daspletosaurus a többi tyrannosauridához hasonló testfelépítéssel rendelkezett. Vastag hátsó lábain járt, melyek négyujjú lábfejben végződtek, bár volt egy kis méretű első lábujja is (a hallux) ami nem érintkezett a talajjal. Ezzel szemben a mellső lábak rendkívül kicsik voltak és a végükön csupán két ujj helyezkedett el, azonban a test arányait tekintve, a tyrannosauridák közül a Daspletosaurusnak voltak a leghosszabb mellső végtagjai. A rövid, S alakú nyakon ülő fejet és a felsőtestet a hosszú, súlyos farok tartotta egyensúlyban, a csípő feletti tömegközépponthoz viszonyítva.

## Osztályozás és rendszertan
A Daspletosaurus a Tyrannosauridae család Tyrannosaurinae alcsaládjába tartozik a Tarbosaurus, a Tyrannosaurus és feltehetően az Alioramus mellett. Az alcsalád tagjai közelebb állnak a Tyrannosaurushoz, mint az Albertosaurushoz; a felépítésük robusztusabb, a koponyájuk aránylag nagyobb, a combcsontjuk pedig hosszabb, mint az Albertosaurinae alcsalád tagjaié.
A Daspletosaurusról úgy vélik, hogy közeli rokonságban áll a Tyrannosaurus rexszel vagy esetleg anagenezis révén a közvetlen őse. 1988-ban Gregory Paul a D. torosust Tyrannosaurus torosus néven átsorolta a Tyrannosaurus nembe, de ezt általánosan nem fogadták el. Számos kutató szerint a Tarbosaurus és a Tyrannosaurus testvértaxont alkotnak vagy talán ugyanabba a nembe tartoznak, a Daspletosaurus pedig egy bazálisabb rokonuk. Másfelől, Phil Currie és kollégái úgy találták, hogy a Daspletosaurus közelebbi rokonságban áll a Tarbosaurusszal és más ázsiai tyrannosauridákkal, például az Alioramusszal, mint az észak-amerikai Tyrannosaurusszal. A Daspletosaurus rendszertana (evolúciós kapcsolatai) világosabbá válhatnak, ha valamennyi faja leírásra kerül.

## Felfedezés és elnevezés
A Daspletosaurus torosus típuspéldánya (a Kanadai Természeti Múzeum CMN 8506 jelzésű lelete) egy hiányos csontváz, melynek része a koponya, a váll, a mellső láb és a csípő, a combcsont, a gerinc csípő feletti része, valamint az első 11 farokcsigolya. Mikor 1921-ben felfedezte, Charles Mortram Sternberg úgy vélte, hogy a maradványok a Gorgosaurus egy új fajához tartoznak. 1970-ben Dale Russell teljes leírást készített a leletről, amit az általa létrehozott Daspletosaurus nembe sorolt be, melynek neve az ógörög δασπλητo- / daszpléto- (ijesztő/rémisztő) és σαυρος / szaürosz (gyík) szavak összetételéből származik. A típusfaj, a D. torosus nevében szereplő latin torosus szó jelentése 'izmos' vagy 'erős'. A típuspéldány mellett csak egy jól ismert egyedet találtak, 2001-ben. Mindkettőt az Oldman-formációban fedezték fel, az albertai Judith River Group területén. A későbbről származó albertai Horseshoe Canyon-formációban talált példányt átsorolták az Albertosaurus sarcophagus fajhoz. Az Oldman-formáció a késő kréta kor campaniai korszakában jött létre, 77–76 millió évvel ezelőtt.

### Elnevezetlen fajok
Az évek során további két vagy három fajt is a Daspletosaurus nemhez soroltak be, azonban 2007-ig egyikhez sem készült megfelelő leírás, illetve egyik sem kapott tudományos nevet. Bár valamennyit meghatározatlan Daspletosaurus fajnak tekintik, nem feltétlenül tartoznak egy fajhoz. Russell a holotípus mellett egy Barnum Brown által 1913-ban begyűjtött példányt is a D. torosushoz sorolt be, paratípusként. Ez a lelet (mely az AMNH 5438 megjelölést kapta) a hátsó láb részeiből, a csípőből és a hozzá kapcsolódó néhány csigolyából áll, és az albertai Oldman-formáció felső részén bukkantak rá. A lelőhely, mely időközben a Dinosaur Park-formáció nevet kapta, a középső campaniai korszakban, 76–74 millió évvel ezelőtt keletkezett. 1914-ben Brown rátalált egy majdnem teljes csontvázra és egy koponyára; a leletet 40 évvel később az Amerikai Természetrajzi Múzeum (American Museum of Natural History) eladta a chicagói Field Természetrajzi Múzeumnak (Field Museum of Natural History). chicagóban évekig Albertosaurus libratus címkével (FMNH PR308 jelzéssel) volt kiállítva, de miután kiderült, hogy a koponyája egyes részeit, köztük a fogakat is gipszből készítették el, a példányt átsorolták a Daspletosaurus nemhez. A Dinosaur Park-formációból összesen nyolc egyed maradványa került elő, a többségükre a Dinoszaurusz Tartományi Park határain belül találtak rá. Phil Currie szerint a Dinosaur Parkból származó példányok egy új Daspletosaurus fajhoz tartoznak, melyet egyes koponyajellemzők különböztetnek meg. Az új fajról készült képeket már publikálták, de az elnevezésük és a teljes leírásuk még várat magára.
1990-ben, Új-Mexikó államban egy új, koponya töredékekből, bordákból és hátsó láb részekből álló tyrannosaurida leletre bukkantak, melyet (OMNH 10131 jelzéssel) a későbbiekben megszűnt Aublysodon nemhez soroltak be. Számos későbbi szerző több másik új-mexikói példánnyal együtt ezt is átsorolta, így jelenleg a Daspletosaurus egy ismeretlen fajához tartozik. Egy újabb keletű nem publikált vizsgálat alapján azonban ez a Kirtland-formáció részét képező Hunter Wash Memberből származó példány valójában egy korai tyrannosaurida, feltehetően egy Appalachiosaurus. Jelenleg nincs egyetértés a Kirtland-formáció korát illetően; egyesek azt állítják hogy a késő campaniai korszakhoz tartozik, míg mások a kora maastrichti korszakra datálják.
1992-ben Jack Horner és kollégái egy meglehetősen korai beszámolót jelentettek meg egy, a késő campaniai korszakhoz tartozó Two Medicine-formációban, Montanában felfedezett tyrannosauridáról, amely véleményük szerint egy átmeneti faj lehet a Daspletosaurus és a Tyrannosaurus között. 2001-ben a Felső Two Medicine-formációból egy részleges csontváz került elő, a hasüregében egy fiatal hadrosaurida maradványaival együtt. Ezt a példányt a Daspletosaurus nemhez sorolták be, de a faját nem határozták meg. Legalább három további Daspletosaurus maradványaira találtak a Two Medicine csontmedreiben, melyekről még nem készült részletes leírás, de Currie szerint valamennyi itt talált egyed egy még elnevezetlen, harmadik Daspletosaurus fajhoz tartozik.

## Ősbiológia

### Együttélés aGorgosaurusszal

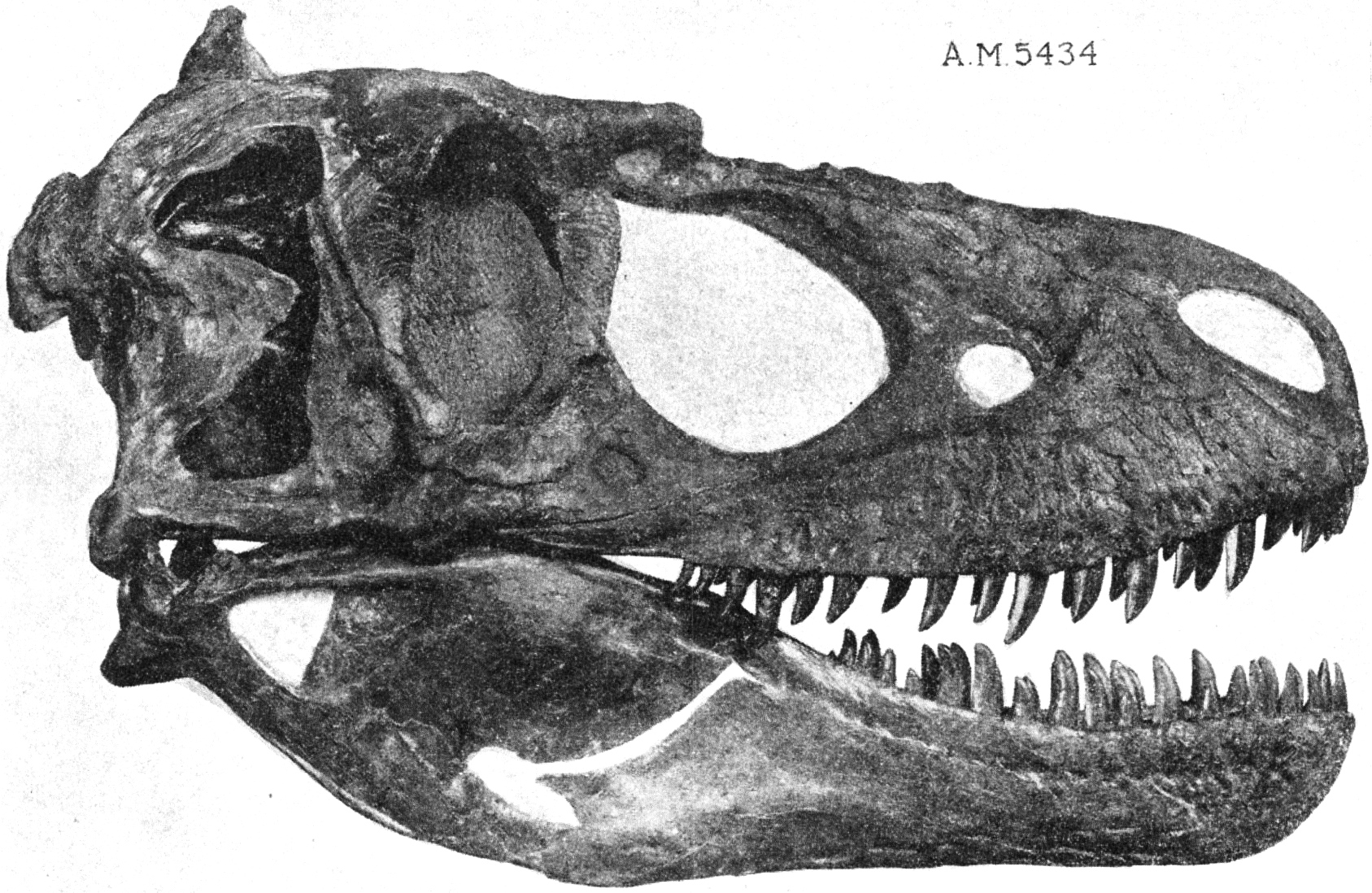
Az eredetileg a Gorgosaurus libratus koponyájának hitt (AMNH 5434 jelzésű) lelet, melyet a chicagói Field Múzeum megvásárolt (és FMNH PR308 jelzéssel állított ki). 1999-ben Thomas Carr a Daspletosaurus torosushoz kapcsolta

Észak-Amerika campaniai korszakában a Daspletosaurus az albertosaurina tyrannosauridák közé tartozó Gorgosaurus kortársa volt. Ez a tyrannosauridák együttélésének egyik példája. A mai hasonló méretű ragadozók által alkotott guildek anatómiai, viselkedési vagy földrajzi szempontból különböző ökológiai fülkékre oszlanak, ami korlátozza a köztük folyó versengést. Számos tanulmány próbált magyarázattal szolgálni a Daspletosaurus és a Gorgosaurus fülkéi közti különbségekre vonatkozóan.

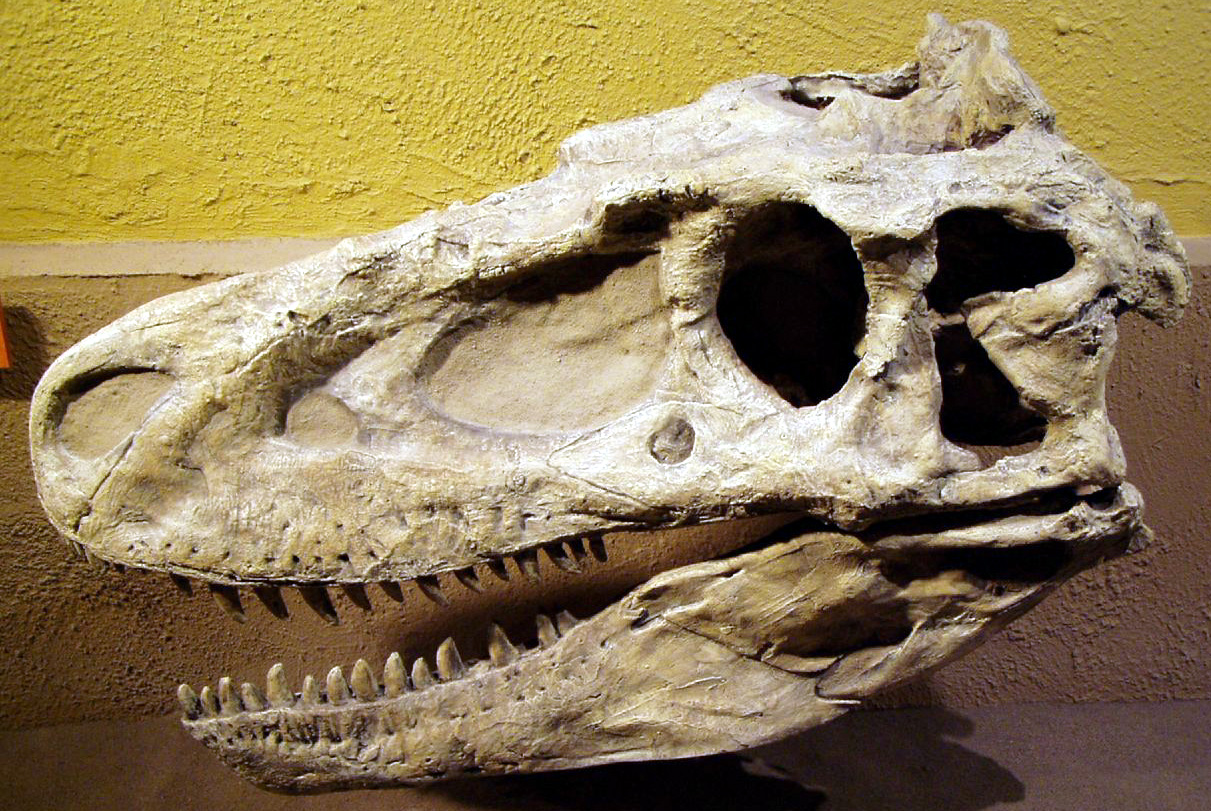
Daspletosaurus koponya a Royal Tyrrell Múzeumban

Dale Russell elmélete szerint a könnyebb felépítésű és gyakoribb Gorgosaurus az ekkortájt gyakori hadrosauridákra vadászott, míg a robusztusabb és ritkább Daspletosaurus a kevésbé elterjedt, és jobb védelemmel rendelkező, emiatt nehezebben elejthető ceratopsidákra specializálódhatott. Azonban az egyik Two Medicine-formációban talált Daspletosaurus példány (az OTM 200 jelzésű) a gyomorrészén egy fiatal hadrosaurida maradványaival együtt őrződött meg. A Daspletosaurushoz hasonló tyrannosaurinák magasabb és szélesebb orr-része mechanikailag erősebb, mint a Gorgosaurusé és a többi albertosaurináé, míg a fogak hasonló erősségűek mindkét csoportnál. Ez arra utalhat, hogy a táplálkozási módjuk eltérő volt.
Más szerzők szerint a földrajzi elkülönülés korlátozta a versengést, bár úgy tűnik, hogy a többi dinoszaurusz csoporttól eltérően ez nem függött össze a tengertől való távolsággal. Sem a Daspletosaurus, sem a Gorgosaurus nem volt gyakoribb a magasabban vagy alacsonyabban fekvő régiókban, viszont a területi átfedés ellenére a Gorgosaurus valamivel gyakrabban fordult elő az északi szélességi körökön, amíg a Daspletosaurus fajok inkább délen voltak elterjedtek. Hasonló minta figyelhető meg más dinoszaurusz csoportoknál is. A chasmosaurina ceratopsidák és a hadrosaurina hadrosauridák nagyobb számban fordultak elő a Two Medicine-formációban és Észak-Amerika délnyugati részén a campaniai korszak során. Thomas R. Holtz szerint ez a minta a tyrannosaurinák, a chasmosaurinák és a hadrosaurinák hasonló ökológiai jellegzetességeire utal. Holtz megjegyezte, hogy a késő maastrichti korszak végére a Tyrannosaurus rexhez hasonló tyrannosaurinák, az Edmontosaurushoz hasonló hadrosaurinák és a Triceratopshoz hasonló chasmosaurinák nagy mértékben elterjedtek Észak-Amerika nyugati részén, míg az albertosaurinák és a centrosaurinák kihaltak, a lambeosaurinák pedig megritkultak.

### Szociális viselkedés
A Dinosaur Parkban talált fiatal (TMP 94.143.1 jelzésű) Daspletosaurus arckoponyáján olyan harapások nyomai láthatók, amelyek egy másik tyrannosauridától származhatnak. A sebek begyógyultak, ami arra utal, hogy az állat túlélte a támadást. Az egyik Dinosaur Parkban talált teljesen kifejlett Daspletosauruson (a TMP 85.62.1 jelzésűn) is hasonló tyrannosaurida harapásnyomok láthatók, ebből pedig az következik, hogy az effajta támadások nem korlátozódtak a fiatal egyedekre. Habár lehetséges, hogy a harapások más fajok képviselőinek tudhatók be, a fajtársak közötti erőszak, melybe az archarapás is beletartozik nagyon gyakori a ragadozók között. Az archarapások más tyrannosauridáknál, például a Gorgosaurusnál és a Tyrannosaurusnál, valamint az olyan theropodáknál is előfordulnak, mint a Sinraptor és a Saurornitholestes. Darren Tanke és Phil Currie azt feltételezték, hogy a harapások a területért és az erőforrásokért vívott fajok közötti harcok vagy egy szociális csoporton belüli uralomért folyó összecsapások eredményei.
A bizonyíték arra vonatkozóan, hogy a Daspletosaurus szociális csoportokban élt, a montanai Two Medicine-formáció egyik csontmedréből származik. A csontmeder három Daspletosaurus maradványait tartalmazta, egy nagy felnőttét, egy nagyon fiatal és egy közepes méretű egyedét. Ugyanezen a helyen legalább öt hadrosaurida fosszíliái is megőrződtek. A geológiai bizonyítékok arra utalnak, hogy a maradványokat nem egy folyó sodrása gyűjtötte össze, hanem egyidőben temetődtek el ugyanazon a helyen. A maradványok szétszóródtak és számos tyrannosaurida harapásnyomot viseltek magukon, ami arra utal, hogy a hadrosauridákból a pusztulásuk idején a Daspletosaurus táplálkozott. Az elhullásuk oka ismeretlen. Currie úgy véli, hogy a Daspletosaurus falkákban élt, de ezt nem jelentheti ki biztosan. Más tudósok kételkednek a Daspletosaurus és az egyéb theropodák szociális csoportjaival kapcsolatos bizonyítékokat illetően; Brian Roach és Daniel Brinkman szerint a Daspletosaurusok közötti egymásra hatás közelebbi volt, mint ami a komodói sárkány esetében megfigyelhető, melynél nincs együttműködés az egymást rendszerint megtámadó és elfogyasztó dögevők között.

### Élettörténet

Négy tyrannosaurida feltételezett növekedési görbéje (a tömeg és a kor függvényében) Erickson (és mások) 2004-es műve alapján. A Daspletosaurust zöld szín jelzi

Gregory Erickson és őslénykutató kollégái a tyrannosauridák növekedésével és élettörténetével kapcsolatban hisztológiai vizsgálatot folytattak, amivel meghatározható az egyedek kora a pusztulásuk idején. A növekedési arányok megvizsgálhatók a különböző egyedek korának és méretének grafikonon történő ábrázolásával. Erickson kimutatta, hogy a fiatal tyrannosauridák az életük közepe táján egy négyéves időszak során jelentős tömegnövekedésen mentek keresztül. A gyors növekedési fázis az ivarérettség elérésével végződött, majd ezután a növekedés jelentős mértékben lelassult a felnőtt állatoknál. Erickson csak a Dinosaur Park Daspletosaurusait tanulmányozta, de ezeknél a példányoknál ugyanilyen minta figyelhető meg. A Daspletosaurus növekedési aránya meghaladja az albertosaurinákét a gyors növekedési szakaszban, mivel a felnőttkori tömege nagyobb. A Daspletosaurus maximális növekedési aránya 180 kilogramm évente, egy 1800 kilogrammos felnőtt állat alapján készült tömegbecslés szerint. Más szerzők úgy vélik, hogy a felnőttek tömege nagyobb volt, ami változtat a növekedési arány nagyságán, a mintán azonban nem.
Az egyes korcsoportokhoz tartozó egyedek adatait egy táblázatba gyűjtve Erickson és kollégái képesek voltak következtetéseket levonni az Albertosaurus populációk élettörténetével kapcsolatban. Az elemzésük kimutatta, hogy a fiatal egyedek aránylag ritkák a fosszilis rekordban, a gyors növekedési szakaszba lépett kifejletlen állatok és a felnőttek jóval gyakrabban fordulnak elő. Bár lehet, hogy ez a maradványok megőrződését vagy a gyűjteményt érintő mintavételi torzítás, Erickson azt feltételezte, hogy a fiatalok közötti alacsony halandóság egy bizonyos méret elérésétől függött, ahogyan az a mai nagy méretű emlősöknél, például az elefántoknál is tapasztalható. A kisebb mértékű elhullást talán a ragadozók támadásainak hiánya okozta, mivel a tyrannosauridák kétéves korukra valamennyi kortársuknál nagyobb méretet értek el. Az őslénykutatók nem találtak elegendő Daspletosaurus maradványt egy hasonló elemzés elvégzéséhez, de Erickson szerint nagyjából hasonló minta jellemezte ezt a nemet is.

## Ősökológia

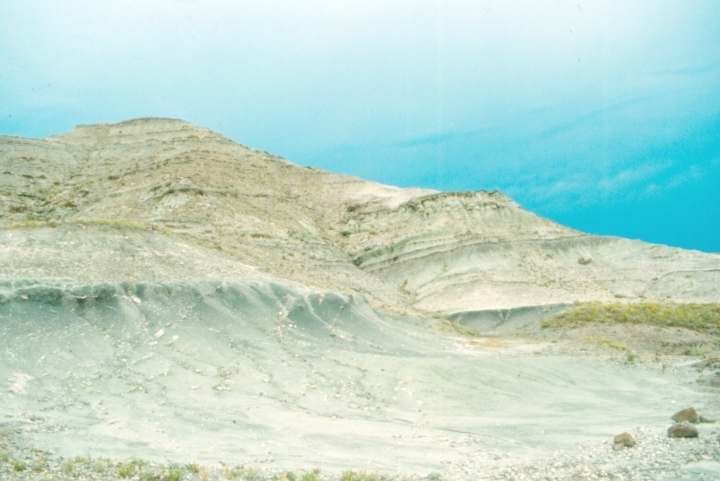
Ásatás a montanai Two Medicine-formációban

Minden ismert Daspletosaurus fosszíliát a késő kréta kor késő campaniai korszakában, a 77–73 millió évvel ezelőtt keletkezett formációkban fedeztek fel. A középső kréta idején Észak-Amerikát a Nyugati Belső Víziút osztotta ketté, amely nagyrészt elborította Montana és Alberta területét. A Daspletosaurus idejében, a Sziklás-hegység laramida orogenezis során történő felemelkedése miatt a víziút keleti és déli irányba húzódott vissza. A folyók vize a hegyekből a víziútba áramlott, a hordalékuk pedig létrehozta a Two Medicine-formációt, a Judith River Groupot és a környék több más üledékes formációját. 73 millió évvel ezelőtt a víziút ismét előbbre jutott nyugat és északi felé, emellett pedig az egész területet elárasztotta a Bearpaw-tenger, melyre az Egyesült Államok nyugati részén és Kanadában található nagy méretű Bearpaw pala utal.
A Daspletosaurus egy óriási árterületen élt, a belső víziút nyugati partján. A szárazföldet nagy folyók öntözték, alkalmanként megáradva és új üledékkel árasztva el a térséget. Mikor a vízellátás bőséges volt, a környék gazdag flórát és faunát tarthatott fenn, de az időszakos aszályok nagy mértékű pusztulást okozhattak, ahogy arra a Two Medicine és a Judith River üledékei utalnak, melyek között a Daspletosaurus csontmedrére is rábukkantak. Ehhez hasonló körülmények találhatók a mai Kelet-Afrikában is. A nyugaton levő vulkánok kitörései időszakonként hamuval borították el a területet, ami szintén nagy méretű pusztulást okozott, miközben termékenyebbé tette a talajt a későbbi növények számára. E hamurétegek pontos radiometrikus kormeghatározást tesznek lehetővé. A tengerszint változásai miatt az egyes időszakokban különféle környezetek alakultak ki a Judith River Groupban, melyek között szárazföldi és partmenti tengeri élőhelyek, mocsarak, folyódelták, lagúnák, valamint szárazföldi árterek egyaránt előfordultak. A Two Medicine-formáció a másik két formációval ellentétben magasabban fekvő, szárazföldi területen jött létre.

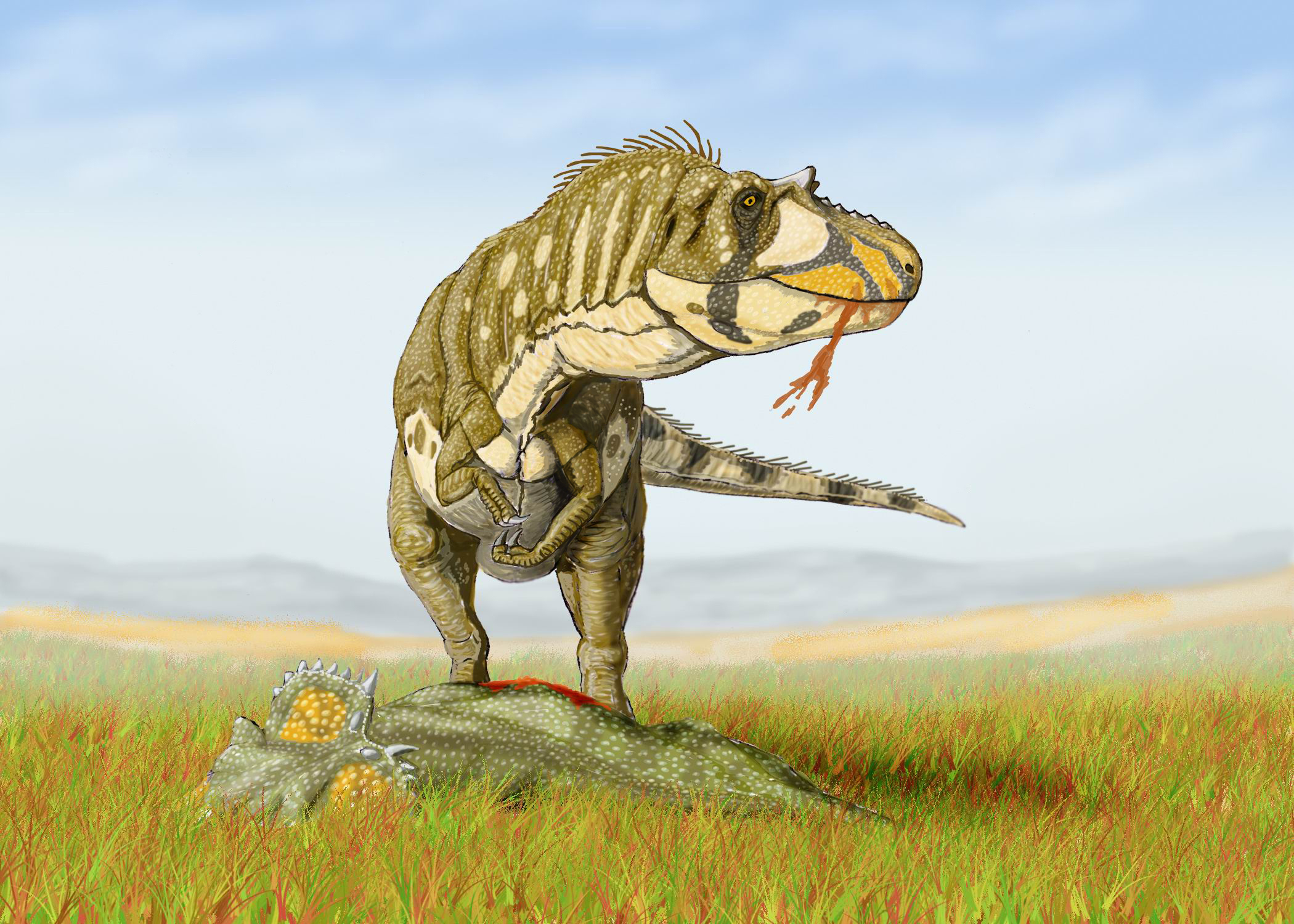
Egy ceratopsiával táplálkozó Daspletosaurus torosus rekonstrukciója

A Two Medicine és a Judith River szikláinak kitűnő gerinces fosszíliái a bőséges állati élet, az időszakos katasztrófák és a nagy mennyiségű üledéklerakódás kombinációjának eredményei. Található köztük számos édesvízi és tölcsértorkolati hal, cápa, rája, tokhal és kajmánhal. A Judith River Group sok kétéltű és hüllő, például béka, szalamandra, teknős, Champsosaurus és krokodil maradványait őrizte meg. Olyan szárazföldi gyíkokat is találtak, mint a tejufélék, a szkinkek, a varánuszfélék és a lábatlangyíkfélék. Amíg a Daspletosaurus és más dinoszauruszok feje felett azhdarchida pteroszauruszok és az Apatornishoz hasonló neornithesek repkedtek, addig a lábaik körül az enantiornitha madarak közé tartozó Avisaurusok, valamint a különböző multituberculata, erszényes és méhlepényes emlősök futkostak.
Az Oldman-formációban a Daspletosaurus torosus a Brachylophosaurushoz és a Hypacrosaurushoz hasonló hadrosauridákra, az Orodromeushoz hasonló ornithopodákra, a Centrosaurushoz hasonló ceratopsiákra, valamint a pachycephalosaurusokra, az ornithomimidákra, a therizinosauriodeákra és feltehetően az ankylosauridákra vadászott. A további ragadozók közé tartoztak a troodontidák, az oviraptorosaurusok, a dromaeosaurida Saurornitholestes és egy feltételezett albertosaurina tyrannosaurida (melynek neme jelenleg ismeretlen). A Dinosaur Park és a Two Medicine-formációk faunája hasonlít az Oldmanére, a Dinosaur Park területén egy sor, egymással nem vetélkedő dinoszaurusz maradványa is megőrződött. Az albertosaurina Gorgosaurus együtt élt a Daspletosaurus fajaival a Dinosaur Park és a Felső Two Medicine élettereiben. A fiatal tyrannosauridák feltehetően azokat az ökológiai fülkéket töltötték be, amelyek a felnőttek és a náluk két nagyságrenddel kisebb egyéb theropodák között helyezkedtek el.

## Popkulturális hatás
A Daspletosaurus látható a Discovery Channel Dinoszauruszok bolygója című sorozatának harmadik részében, melyben egy Daspletosaurus család (köztük egy fiatal példány) egy kifejletlen Maiasaurára vadászik.

## Fordítás
- Ez a szócikk részben vagy egészben  a   Daspletosaurus című angol Wikipédia-szócikk ezen változatának fordításán alapul.  Az eredeti cikk szerkesztőit annak laptörténete sorolja fel. Ez a jelzés csupán a megfogalmazás eredetét és a szerzői jogokat jelzi, nem szolgál a cikkben szereplő információk forrásmegjelöléseként.